# Julius T. Csotonyi
Julius Thomas Csotonyi (* 11. Oktober 1973 als Gyula Csötönyi in Pécs, Ungarn) ist ein ungarisch-kanadischer Paläokünstler, Mikrobiologe und naturgeschichtlicher Illustrator, der in Winnipeg, Manitoba, Kanada lebt. Er hat sich auf fotorealistische Rekonstruktionen von Dinosauriern, Paläoumgebungen und ausgestorbenen Tieren spezialisiert. Seine Techniken umfassen sowohl traditionelle als auch digitale Medien. Seine Werke werden in vielen Ländern in Museen ausgestellt.  Csotonyi entwarf auch das Design der Rückseite der 25-Dollar-Silbermünze der Royal Canadian Mint mit dem Titel 50th Anniversary of the Canadian Flag.

## Leben
Csotonyi zog 1978 mit seiner Familie von Ungarn nach Kanada. Im Alter von drei Jahren zeichnete er seine ersten Dinosaurier. Das Zeichnen und Malen als Hobby setzte er während seiner gesamten Kindheit fort.
Csotonyi wurde 2010 mit der Dissertation Anoxygenic Photosynthetic Communities and Heavy Element Transformations in Extreme Environments: Hydrothermal and Hypersaline Ecosystems unter der Leitung von Vladimir Yurkov zum Ph.D. in Mikrobiologie an der University of Manitoba promoviert. Während seines Studiums widmete er sich den Bestäubungs-Mutualismen in Utah und forschte über den Einfluss der durch das Befahren verursachten Mikrotopographie auf das Moos-Wachstum im Jasper National Park in Alberta und über Bakterien, die in exotischen Raucher-Ökosystemen in der Tiefsee sowie in terrestrischen Solequellen leben.
In seiner Freizeit nutzte er seine Fähigkeiten als Künstler, um Illustrationen von urzeitlichen Tieren und Landschaften zu erstellen, von denen einige in der Zeitschrift Prehistoric Times veröffentlicht wurden.
Inspiriert durch die Wandgemälde von Rudolph Zallinger und durch Besuche im Royal Tyrrell Museum of Paleontology, begann Csotonyi, Paläokunst kommerziell zu produzieren. Er entwickelte eine Technik, die Fotografie und digitale Manipulation sowie Zeichnung umfasst, um imaginäre Szenen und Kreaturen zu erzeugen. Seine Arbeit wurde von vielen Publikationen verwendet, darunter im National Geographic Magazine, in der Zeitschrift Science sowie in Schriften, die in den Verlagen Titan Books und Scholastic veröffentlicht wurden. Csotonyis Werke wurden auch in zahlreichen Museen ausgestellt, vor allem im Royal Tyrrell Museum, Royal Ontario Museum, im Houston Museum of Natural Science, im Manitoba Museum und im Natural History Museum of Los Angeles County.
2011 beschrieb Csotonyi das Bakterium Chromatocurvus halotolerans aus der Klasse Gammaproteobacteria.
2014 veröffentlichte Csotonyi in Zusammenarbeit mit Steve White ein Buch mit dem Titel The Paleoart of Julius Csotonyi: Dinosaurs Sabre-Tooths and Beyond, das viele seiner Kunstwerke und einige Beschreibungen dazu enthält. Csotonyi hat 2010, 2012 und 2014 den Lanzendorf-National Geographic PaleoArt Prize der Society of Vertebrate Paleontology in der Kategorie Zweidimensionale Kunst gewonnen.

## Galerie
Galerie mit Werken von Julius Csotonyi 

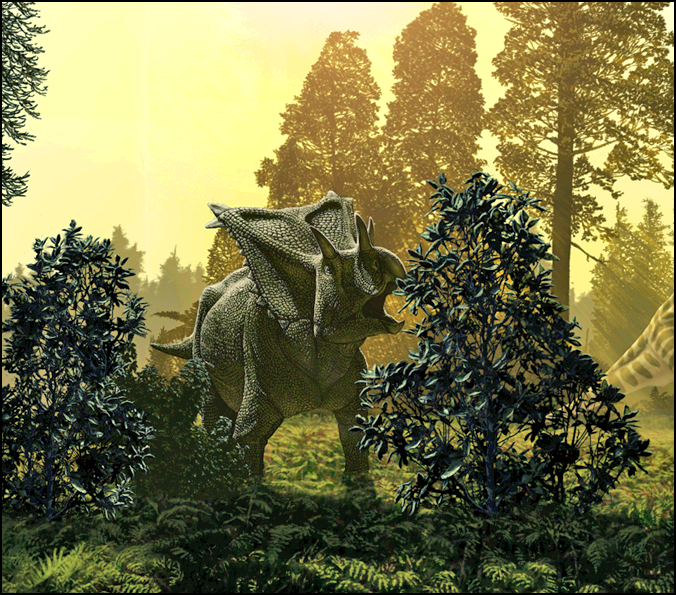
Triceratops
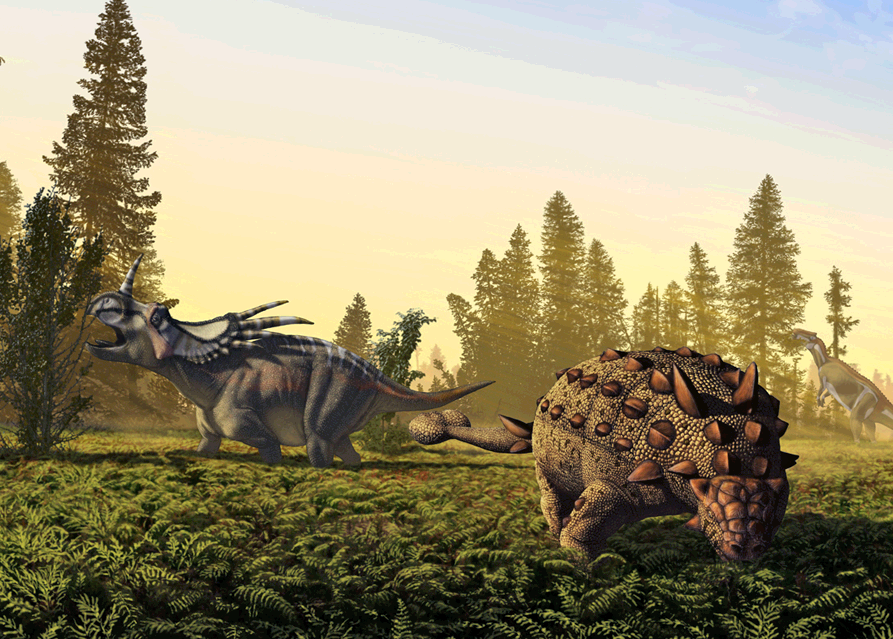
Triceratops und Ankylosaurus
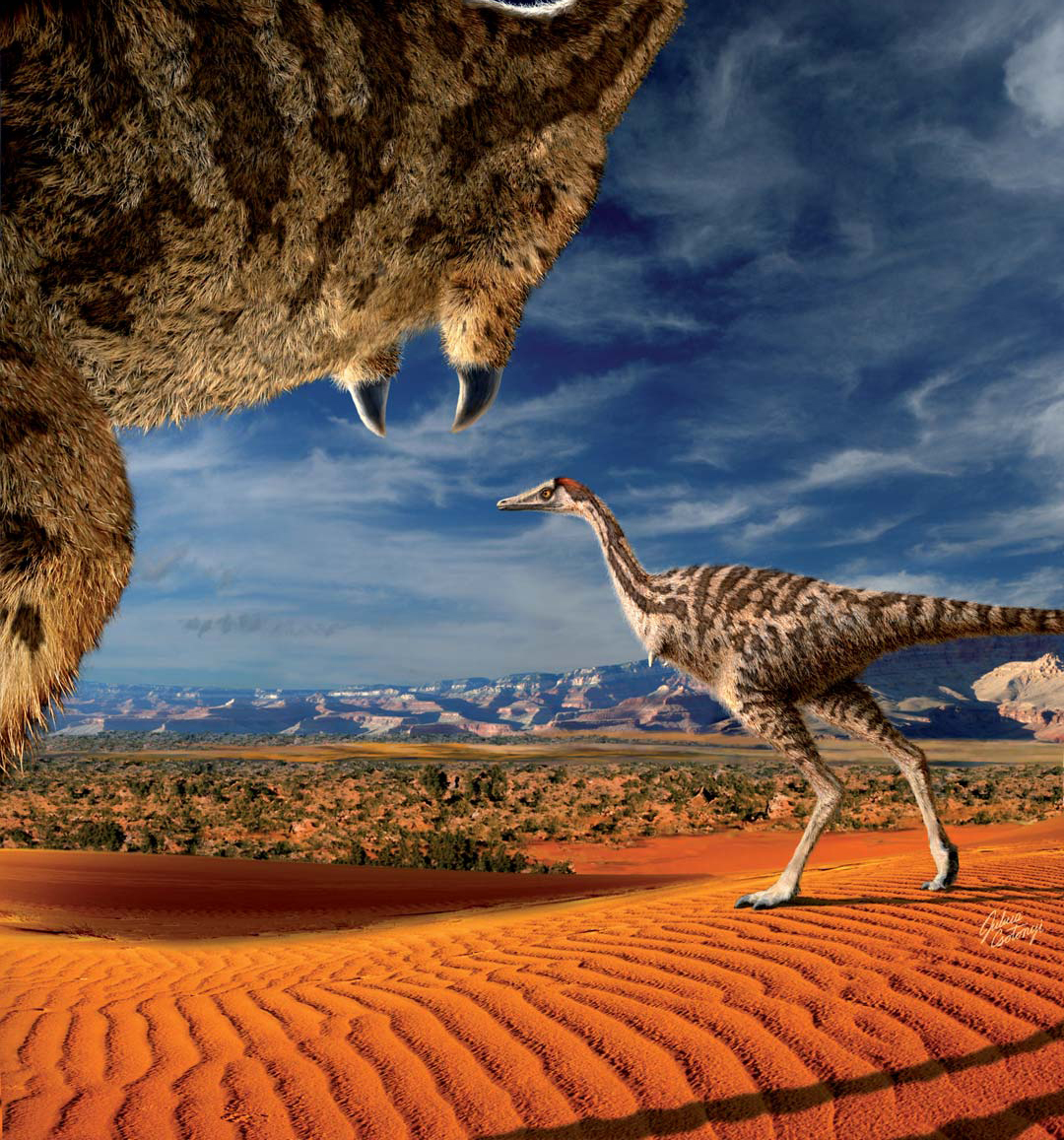
Linhenykus
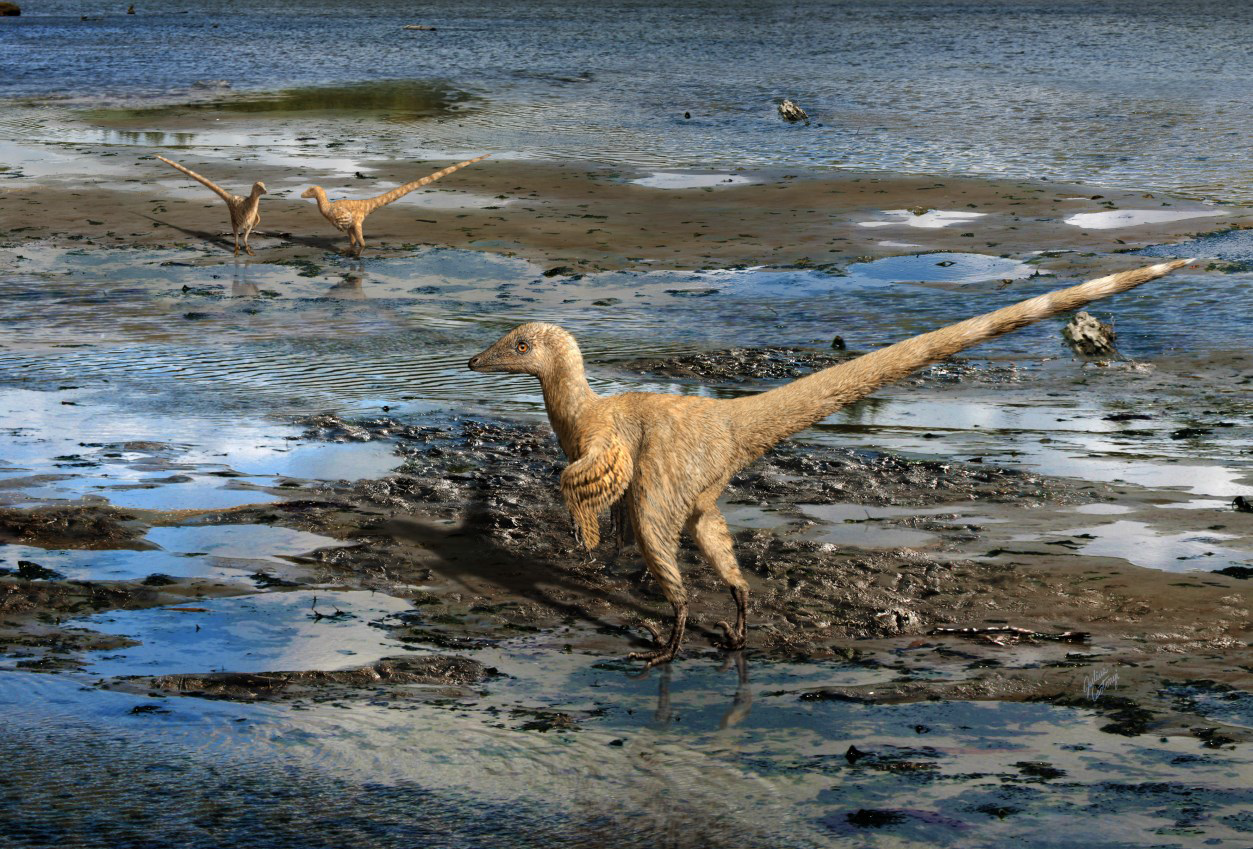
Dromaeosaurus
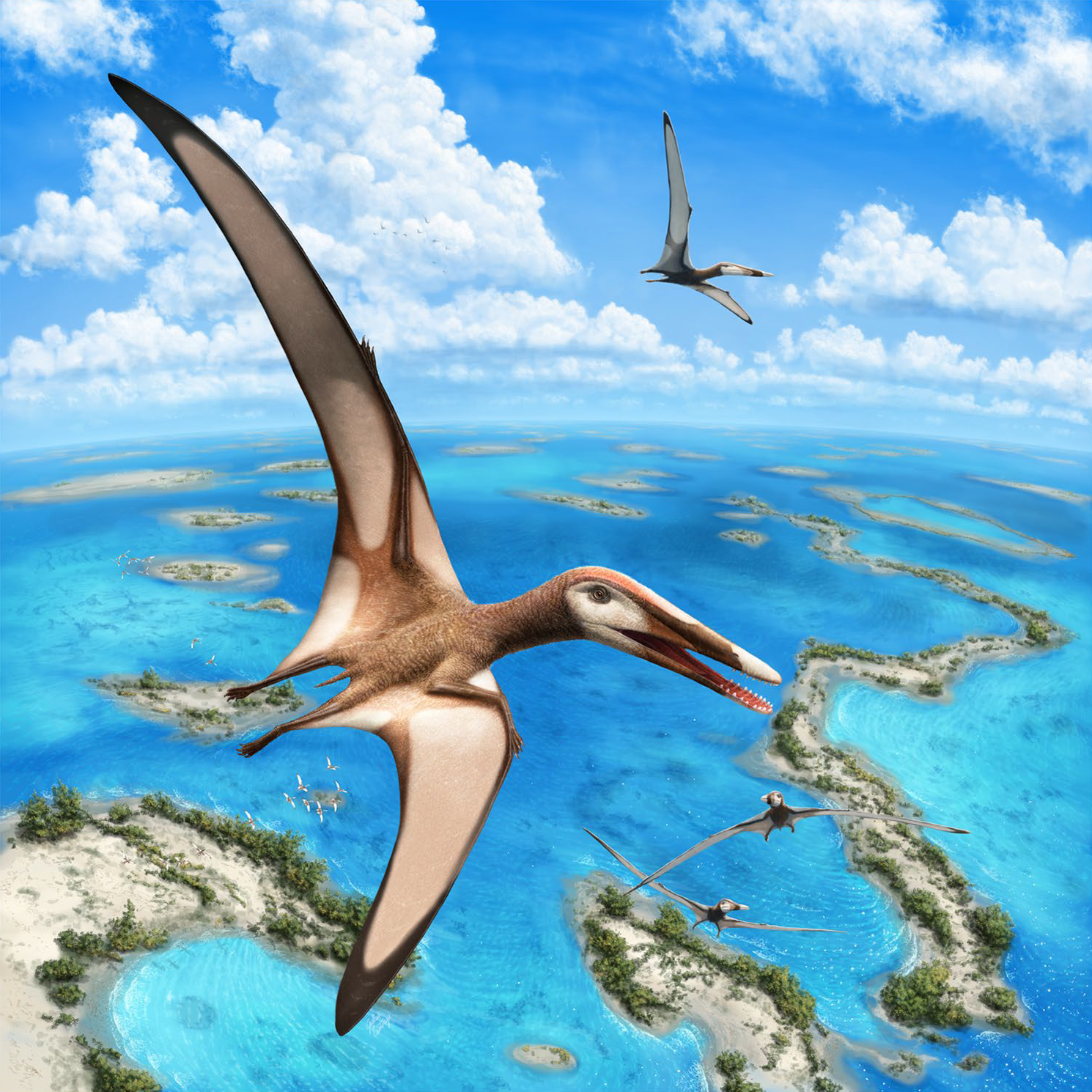
Mimodactylus

## Illustrierte Werke von Julius Csotonyi (Auswahl)
- Dinosaur Pets (American Museum of Natural History Easy Readers, Level 1) von Kathleen Kudlinski, 2012
- Last Day of the Dinosaur Mummy von Joe Iacuzzo, 2012
- Storytime Stickers: Dinosaurs: & Other Prehistoric Animals von Kim Norman, 2012
- Dinosaur Art: The World’s Greatest Paleoart, 2012
- The Paleoart of Julius Csotonyi, 2014
- mit Steve White: The Paleoart of Julius Csotonyi: Dinosaurs, Sabre-Tooths & Beyond, 2014
- Why Did T. rex Have Short Arms? And Other Questions About Dinosaurs von Melissa Stewart, 2014
- Prehistoric Predators: The Biggest Carnivores of the Prehistoric World (Discovering) von Brian Switek, 2015
- Discovering Sharks von Donna Parham, 2016
- Dinosaurs of the Alberta Badlands von W. Scott Persons, 2018
- Prehistoric: Dinosaurs, Megalodons, and Other Fascinating Creatures of the Deep Past von Kathleen Weidner-Zoefeld
- Dino World: A 3-D Prehistoric Dinosaur Pop-Up (Pop-Up World!) von Thomas Nelson, 2020
- Discovering Reptiles: The Ultimate Handbook to the Reptiles of the World! von Thomas Nelson, 2021
- The Ultimate Dinosaur Field Guide: The Prehistoric Explorer‘s Handbook von Thomas Nelson, 2022
- Dinosaurs and Other Ancient Animals of Big Bend von Cindi Sirois Collins und Asher Elbein, 2023
- Discovering Dragons: The Ultimate Guide to the Creatures of Legend von Kelly Gauthier, 2023
- Dinosaur World: Over 1,200 Amazing Dinosaurs, Famous Fossils, and the Latest Discoveries from the Prehistoric Era von Evan Johnson-Ransom, 2023